# Szalma Edit
Szalma Edit (Vásárosnamény, 1964. február 28.) IBBY-, Szép Magyar Könyv-, és Aranyrajszög díjas grafikus-illusztrátor, tipográfus.

## Életútja
1987 és 1991 között a Magyar Iparművészeti Főiskola (mai nevén: Moholy-Nagy Művészeti Egyetem) hallgatója volt, majd 1991-93-ban, ugyanitt mesterképzésre járt. Mestere Árendás József volt.  1993-tól a FISE, 1996-tól az MGSZ és a Feredi Grafikai Stúdió tagja. 2015-től az "Illusztrátor pajtások", majd 2016-tól a MANK (Magyar Alkotóművészeti Közhasznú Nonprofit Kft.) tagja.

## Díjak, elismerések
- 1990: II. Országos Tipográfiai kiállítás különdíja, Békéscsaba;
- 1999: Fiatal Iparművészek Stúdiója-ösztöndíj; Magyar Grafikáért Alapítvány ösztöndíja.
- 1999: Magyar Grafikáért Alapítvány - Budapest  - Ösztöndíj támogatás
- 2003: MAOE - Alkotói támogatás
- 2005: A Szép Magyar Könyv 2005 - Gyermekkönyvek kategória díja
- 2007: Vác város Önkormányzatának különdíja - Téli tárlat - Vác
- 2007: A Szép Magyar Könyv 2007 - Gyermekkönyvek kategória díja
- 2008: Váci Téli tárlat díja - Vác
- 2008: Göd város Önkormányzatának Művészeti díja
- 2011: Év Illusztrátora díj 2011 (IBBY-díj)
- 2010: A Szép Magyar Könyv 2010 - Gyermekkönyvek kategória, oklevél
- 2011: MAOE – Alkotói támogatás illusztrátorok részére (mesekönyv terv)
- 2013: Göd város Alkotóművészeti díja
- 2013: Magyar Formatervezési Díj – Oklevél
- 2016: Magyar Posta Művészeti díja- “Ifjúságért 2015 – Lúdas Matyi” bélyegblokk – Budapest
- 2017: A Szép Magyar Könyv 2017 - Gyermekkönyvek kategória – oklevél, Budapest
- 2020: Aranyrajzszög Díj 2020 - kulturális díj[1]

## Egyéni kiállítások
- 1995 • Cirkusz [M. Tóth Évával], FISE Galéria
- 1996 • Cirkusz-illusztrációk, Fővárosi Nagycirkusz • Dabas • Nagybajom • Erdőkertes
- 1998 • Városi Galéria [Borbély Ferenc Gusztávval], Colmar (FR). Válogatott csoportos kiállítások

## Válogatott csoportos kiállítások
- FISE-kiállítás, Pozsony • Heim und Handwerk, München
- 1994 • IX. Országos Alkalmazott/Tervező Grafikai Biennálé, Békéscsaba • Vigadó Galéria, Budapest • FISE éves kiállítása, FISE Galéria
- 1995 • FISE-kiállítás, Ottenstein (A) • XIII. Debreceni Országos Nyári Tárlat, Kossuth Lajos Tudományegyetem, Debrecen • Vallomások a vonalról, Vigadó Galéria, Budapest
- 1996 • FISE-kiállítás, Magyar Intézet, Párizs • XVIII. Országos Grafikai Biennálé, Miskolci Galéria, Miskolc • Reneszánsz illusztrációk, Nagyszakácsi • Újjászületés, Csók Galéria, Budapest • X. Országos Alkalmazott/Tervező Grafikai Biennálé, Békéscsaba
- 1997 • International Print Triennal, Krakkó • International Print Exhibition, Portland Art Museum, Portland (USA)
- 1998 • Álom, Vigadó Galéria, Budapest • XIX. Országos Grafikai Biennálé, Miskolci Galéria, Miskolc.